# Lispocephala perflava
Lispocephala perflava este o specie de muște din genul Lispocephala, familia Muscidae, descrisă de Hardy în anul 1981. Conform Catalogue of Life specia Lispocephala perflava nu are subspecii cunoscute.